# Filippo Tancredi
Filippo Tancredi (* 1655 in Messina; † 1722 in Palermo) war ein italienischer Maler des Barock auf Sizilien.

## Leben
Sohn eines weniger bekannten Malers Pietro Tancredi, von dem er wohl seine erste Ausbildung erhielt. Im Anschluss ging er nach Neapel in die Werkstatt seines Onkels Filippo Giannetto und schließlich nach Rom zu Carlo Maratta, dessen spätbarocker Malstil sich durch seine zahlreichen Schüler über ganz Italien verbreitete.
1708 ließ sich Tancredi in Palermo nieder. Seine hohe technische Fertigkeit und sein Gespür für Farbe und Form machten ihn zu einem der beliebtesten Maler seiner Zeit auf Sizilien.
Gegen Ende des 17. Jahrhunderts malte er im Auftrag der Stadt Alcara li Fusi nahe Messina, für das Oratorium di San Giacomo in Messina und für das Santuario di San Paolino in Sutera Tafelbilder. Ansonsten war er vorwiegend als Maler von Fresken tätig.
Durch das Erdbeben von Messina 1908 sind die meisten seiner Fresken in Messina und umliegenden Ortschaften verlorengegangen.

## Tafelbilder

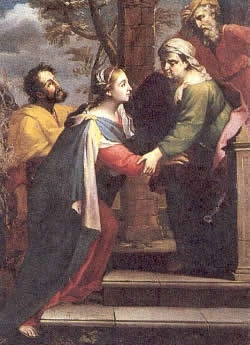
Die „Heimsuchung“ im Regionalmuseum von Messina

- Sutera, Santuario di San Paolino: “Thronende Madonna” (um 1700)
- Alcara li Fusi, Chiesa Madre: “Wiederentdeckung des Körpers von San Nicolo Politi”
- Alcara li Fusi: und “Märtyrertod des Sant’Antonio Abate” (1715)
- Museo Regionale di Messina: “Heimsuchung” (aus dem Oratorium di San Giacomo) und “Christi Geburt”
- Naso, SS. Salvatore: "Madonna dell’Itria"
- Palermo, Chiesa Santa Anna: “Gottesmutter und San Diego” (1704)
- Sutera, Santuario di San Paolino, "Thronende Madonna mit den  Hl. Cosmas und Damian"(um 1700 ca.)

## Fresken
- Palermo, Chiesa della Assunta: Kuppelfresko (1670)
- Randazzo Chiesa di Santa Maria: Fresko “Marienlegende” (1682)
- Palermo, Chiesa di San Giuseppe dei Teatini: Fresken “Wiederauffindung des Körpers des S. Nicolò Politi” (1710) und “Szenen um den San Gaetano” (1693)
- Palermo, Chiesa di Santa Maria degli Angeli della Gancia: Fresken “Franziskanische Heilige” (1697) von Antonio Grano um 1700 fertiggestellt, sowie “Anbetung der Könige” (Zuschreibung)
- Palermo, Oratorio SS. Elena e Costantino: Fresken
- Palermo, Oratorio di SS. Pietro e Paolo: Deckenfresken
- Messina, Chiesa della Pietà: Deckenfresken (1707)
- Messina, Chiesa della SS. Annunziata, Deckenfresko
- Palermo, Chiesa Santa Anna: Deckenfresko “Mariä Himmelfahrt”
- Carini, Chiesa degli Agonizzanti: “Szenen aus dem Leben Marias” (Zuschreibung)